# Récarède Ier
Récarède Ier ou Récarède (en gotique : 𐍂𐌴𐌺𐌺𐌰𐍂𐌴𐌳𐍃 •𐌰• ; en espagnol : Recaredo I), dit « le Catholique », né en 559 à Séville et mort en décembre 601 à Tolède, est roi wisigoth d'Hispanie et de Septimanie de 586 à 601. Son règne est marqué par la conversion des Wisigoths de l'arianisme au chalcédonisme, officialisée par le troisième concile de Tolède en 589.
Sans renier l'œuvre politique de son père Léovigild, Récarède poursuit l'unification du royaume wisigoth non plus en faveur de l'arianisme considéré comme une hérésie par les autorités religieuses, mais bien sous l'égide de l'église nicéenne. Cette décision capitale dans l'histoire de l'Espagne est prise sous l'influence de Léandre de Séville (587) avant d'être officialisée au troisième concile de Tolède en 589.
Récarède poursuit la politique d'intégration et d'unité nationale de son père. Il tire aussi les conséquences de la rébellion de son frère : le pouvoir du roi étant menacé par la puissance de la noblesse, laïque et religieuse, il entreprend une politique tendant à se concilier toute la noblesse en lui faisant des concessions dans le cas des laïcs, en se convertissant au chalcédonisme dans le cas des religieux.

## Origines

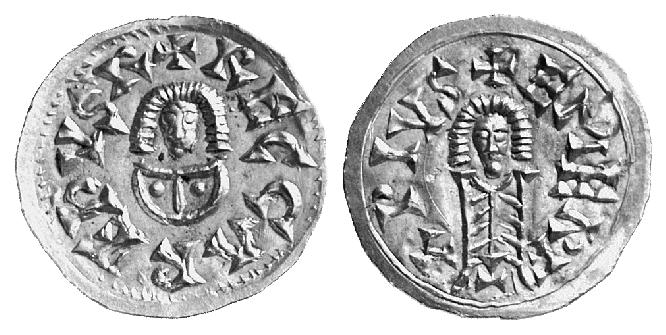
Monnaie de Récarède Ier.

Récarède est le fils du roi Léovigild et de sa première épouse Theodosia qu'une ancienne tradition espagnole prétend être la sœur des Quatre saints de Carthagène (saint Fulgent, saint Léandre, saint Isidore de Séville et sainte Florentine). Selon la chronique du pseudo-Maxime, il naît à Séville « en 597 de l'Ère d'Espagne », c'est-à-dire en 559.
En 573 au plus tard, il porte, avec son frère aîné Herménégilde, le titre de rex et est associé au pouvoir.
Vers 583 naît Liuva, son fils, issu de sa relation avec une femme de condition obscure appelée Florisinda, peut-être une concubine hispano-romaine. Selon d'autres sources, Liuva serait né de sa relation avec une certaine Badda, elle aussi une concubine, d'origine wisigothe, qu'il épousera quelques années plus tard.
En 584, son père songe à le marier avec une princesse franque de Neustrie, Rigonde, fille du roi mérovingien Chilpéric Ier et de Frédégonde.
En 585–586, Léovigild l'envoie en Septimanie pour lutter contre les troupes de Gontran, roi franc du royaume des Burgondes qui cherche à conquérir la partie wisigothique de la Gaule. Récarède est victorieux dans la région de Narbonne, et ravage et dépeuple la région de Toulouse, faisant de nombreux prisonniers. Depuis Nîmes, il s'empara également de la forteresse de Beaucaire et s'avança jusqu'à Arles. Pendant ce temps, son père tombe gravement malade : Récarède Ier rentre au plus vite au palais royal de Tolède, mais trop tard pour le retrouver en vie. Le 8 mai 586, Léovigild était mort.

## Début du règne

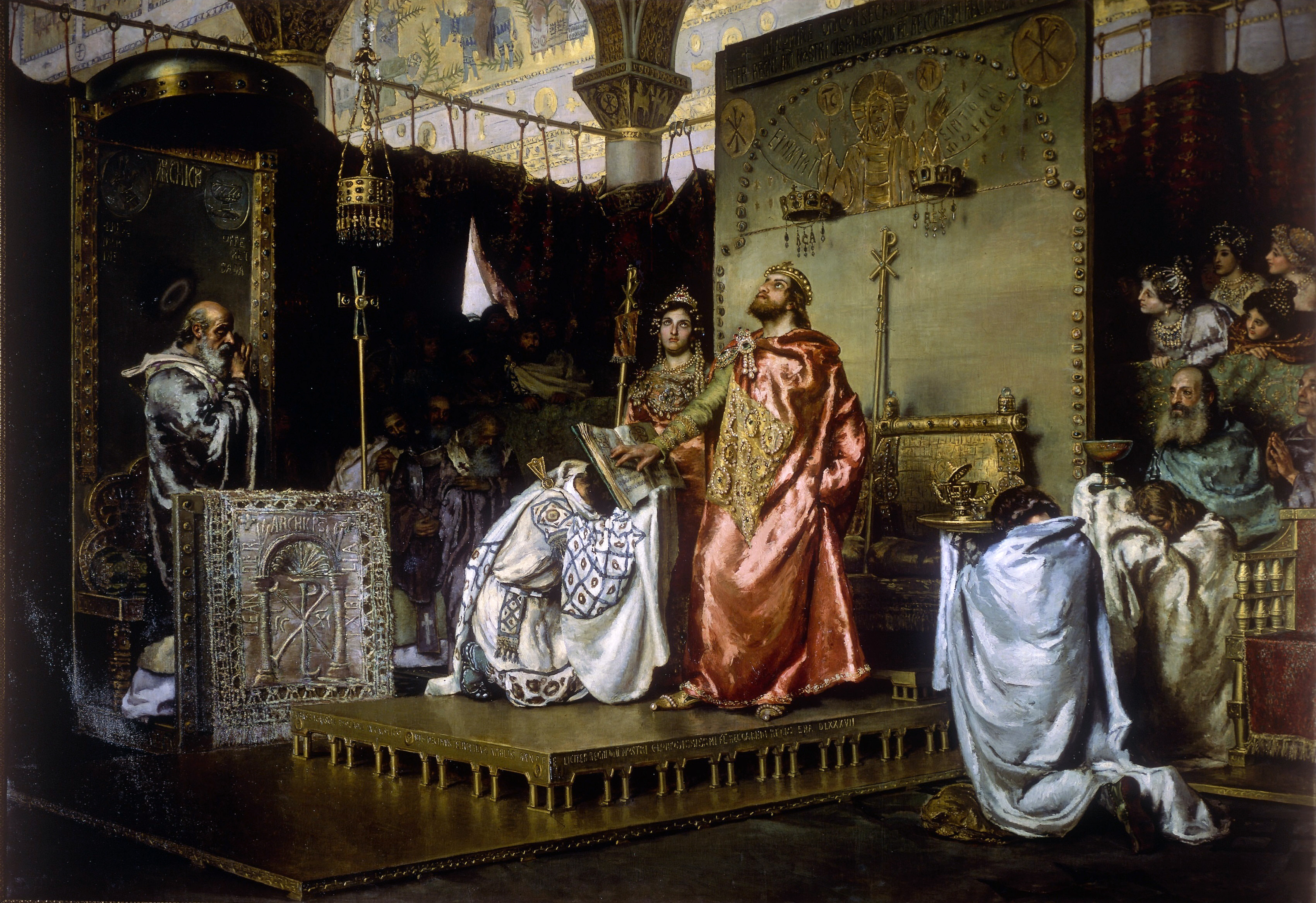
La conversion de Récarède Ier (Antonio Muñoz Degrain, 1888).

Il accède au trône après une grave crise politico-religieuse, son frère Herménégilde ayant été exécuté en 585 pour s'être converti au chalcédonisme et rebellé contre son père. À peine arrivé au pouvoir, il venge son frère en faisant supplicier son bourreau, Sisbert.
Dix mois après son élection, Récarède se convertit à titre personnel au chalcédonisme en 587. Il prend le surnom de Flavius, qui, ayant désigné la famille de Constantin Ier, était un des noms de gloire des empereurs byzantins.
«  Récarède, le dixième mois de la première année de son règne, se fait catholique avec l'aide de Dieu, il aborde les prêtres de la secte arienne par des paroles de sagesse, les fait se convertir à la foi catholique, par conviction plus que par la force, et fait rentrer dans l'unité et la paix de l'Église chrétienne tout le peuple des Goths et les Suèves. La secte arienne, avec la grâce de Dieu, accepte le dogme chrétien. »
— Jean de Biclar, Chronicon.
Plusieurs révoltes ont lieu en réaction à sa conversion au chalcédonisme (que les commentateurs postérieurs à la séparation des Églises d'Orient et d'Occident assimilent rétrospectivement et anachroniquement, comme tout le christianisme nicéen, à l'église catholique romaine).
Une première révolte suscitée par sa conversion, menée par le noble Segga (en) et l'évêque arien Sunna, éclate à Mérida en 587, vite écrasée par le duc de Lusitanie Claudius, grâce à la trahison d'un jeune conjuré, Wittéric (qui deviendra roi quelques années plus tard); Segga, amputé des deux mains, est exilé en Galice tandis que Sunna est exilé en Afrique du Nord.
Un complot est organisé à la Cour même. Selon Grégoire de Tours, l'évêque arien Uldila et la reine Goswinthe (marâtre de Récarède Ier), complotant contre le roi, furent découverts et on apprit qu'après avoir pris la communion de manière sacrée, ils la rejetèrent ensuite. Ce crime venant à la connaissance des hommes, Uldila fut condamné au bannissement et Goswinthe, qui fut toujours hostile aux catholiques, arriva à la fin de sa vie à cette époque.
Une autre révolte éclate et a pour centre Narbonne, la capitale de la Gaule gothique (Gothie) en Septimanie. Elle est menée par l'évêque arien Athaloc et deux nobles, Wildigern et Granista. Du fait de l'intervention des armées franques, elle s'avère être un réel danger pour Récarède. Le combat décisif a lieu près de Carcassonne et voit la victoire écrasante des troupes wisigothes dirigées par le duc Claudius. Selon le chroniqueur gallo-romain Grégoire de Tours, les Francs perdirent 7 000 hommes (5 000 morts et 2 000 prisonniers).
Voulant se rapprocher des Francs, Récarède demande vers 587–588 la main de la princesse mérovingienne Clodoswinthe, sœur du roi Childebert II, qui avait déjà été fiancée à Authari, roi des Lombards d'Italie. En 589, il n'est plus question de Clodoswinthe (peut-être morte jeune) car il a déjà épousé une certaine Badda, fille d'un des plus riches seigneurs de son entourage. Selon le pseudo-Maxime, Badda clarissima, qui assista au troisième concile de Tolède, aurait été de la famille d'un Goth prénommé Fonsa, comte des patrimoines. Elle aurait eu pour fils Swinthila, futur roi wisigoth, et serait morte en 593.

### Le troisième concile de Tolède

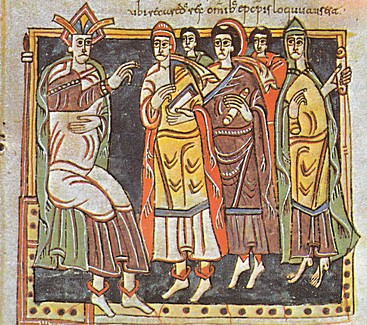
Le troisième concile de Tolède : le roi Récarède Ier et les évêques.

«  Dans cette année Récarède, roi des Goths, embrassa avec un cœur plein d’amour la vraie religion chrétienne, et fut d’abord baptisé. Ensuite il fit assembler à Tolède tous les Goths attachés à la secte arienne, et se fit livrer tous les livres ariens ; les ayant placés dans une seule maison, il y fit mettre le feu, et fit ensuite baptiser tous les Goths, selon la loi chrétienne. »
— Frédégaire, Liber Historiæ Francorum.

### La suite du règne
Avec l'abjuration de l'arianisme par Récarède au concile de Tolède s'ouvre une nouvelle période pour l'Espagne wisigothique et son Église, c'est ce qu'on a appelé la « renaissance isidorienne » (du nom d'Isidore, évêque de Séville). La monarchie wisigothique se caractérise par une étroite alliance entre le roi et le christianisme nicéen (que les commentateurs postérieurs à la séparation des Églises d'Orient et d'Occident assimilent rétrospectivement et anachroniquement, comme tout le chalcédonisme, à l'église catholique romaine). Tolède est la capitale politique et religieuse du royaume.
En 590, une tentative de coup d'État menée par le duc Argimund, qui voulait éliminer le roi et monter sur le trône, est rapidement maîtrisée. Le duc rebelle est exécuté.
Sous son règne eurent lieu plusieurs synodes qui (ré)organisèrent l'Église dans le royaume wisigoth : le concile de Narbonne de 589, le concile de Séville de 590, le concile local de Saragosse de 592, le concile provincial de Tolède de 597, le synode de Huesca de 598, et le IIe synode de Barcelone de 599.
Il interdit également aux Juifs le droit de se marier avec des chrétiens, de posséder des esclaves chrétiens et d'occuper des emplois publics; les enfants nés d'unions mixtes furent baptisés de force.
Voulant se rapprocher de l'Empire byzantin, il négocie une paix avec l'empereur byzantin Maurice. Selon certains historiens, Récarède, par les soins du pape Grégoire Ier (qui lui avait envoyé un morceau de la Vraie Croix et une clef forgée avec quelques fragments des chaînes de saint Pierre), négocie un traité avec l'empereur Maurice, par lequel il interdit l'accès de l'intérieur de l'Espagne aux Romains d'Orient auxquels il reconnaît en revanche la possession du sud-est de l'Hispanie, la province de Spania. Les Romains d'Orient restent en possession paisible de leurs villes maritimes (dont Carthagène), mais doivent renoncer à toute autre conquête.
Récarède meurt à Tolède en 601 laissant pour héritier un fils, Liuva, âgé d'environ dix-huit ans.
Selon la chronique des rois wisigoths (Laterculus regum Visigothorum), Reccaredus régna 15 ans, 6 mois et 10 jours.

## Hommages
En Espagne, plusieurs rues portent son nom (Calle Recaredo), notamment à Madrid, Séville, Carthagène et Tolède (Paseo Recaredo).

#### Sources anciennes
- Isidore de Séville, Histoire des Goths, 52-57.
- Jean de Biclar, Chronique (lire en ligne).
- Grégoire de Tours, Histoire des Francs (lire en ligne).
- Frédégaire, Livre de l'histoire des Francs (lire en ligne).

#### Sources modernes
- Roger Collins, Visigothic Spain, 409–711, Oxford, Blackwell Publishing, 2004.
- Edward A. Thompson, The Goths in Spain, Oxford, Clarendon Press, 1969.
- Henri Leclercq, L'Espagne chrétienne, Paris, V. Lecoffre, 1906.
- Henry Bradley, The Story of the Goths, New York, G. P. Putnam's Sons, 1888.